# Xã Lake Eunice, Quận Becker, Minnesota
Xã Lake Eunice (tiếng Anh: Lake Eunice Township) là một xã thuộc quận Becker, tiểu bang Minnesota, Hoa Kỳ. Năm 2010, dân số của xã này là 1.538 người.